# Ian Crozier
Ian Crozier (ur. 19 października 1970 w Masvingo) – amerykański lekarz, specjalista chorób zakaźnych; wyleczony z gorączki Ebola.

## Życiorys
Urodził się 19 października 1970 roku w Masvingo w Rodezji (obecnym Zimbabwe), w dzieciństwie przeniósł się z rodziną do USA. Wychowywał się w Kentucky, Dakocie Północnej i Iowa, a z czasem uzyskał amerykańskie obywatelstwo. Studiował na kierunku lekarskim na Vanderbilt University, jako jeden ze 149 studentów otrzymał stypendium Justin Potter Medical Scholarship. Studia ukończył w 1997 roku. Następne lata spędził na macierzystej uczelni jako rezydent w zakresie interny. Specjalizował się w chorobach zakaźnych.
Po studiach pracował z Accordia Global Health Foundation w Afryce, szkoląc tamtejszych lekarzy z leczenia zakażeń HIV. W 2014 roku pracował w Ugandzie, ale po wybuchu epidemii wirusa ebola przeniósł się w sierpniu do zachodniej Afryki, by pracować przy zwalczaniu choroby. 6 września pojawiły się u niego pierwsze objawy zakażenia, natychmiast po potwierdzeniu zakażenia został przewieziony do USA. Od 9 września był przez 40 dni leczony w Emory University Hospital w Atlancie jako trzeci pacjent przewieziony z Afryki do USA. Dwa miesiące po wypisaniu wykryto wirusa w jego oku, choć nie był już obecny we krwi.